# Arbanitis gwennethae
Espèce
Synonymes
- Misgolas gwennethae Wishart, 2011

Arbanitis gwennethae est une espèce d'araignées mygalomorphes de la famille des Idiopidae.

## Distribution
Cette espèce est endémique de Nouvelle-Galles du Sud en Australie. Elle se rencontre dans la cordillère australienne de Foxground à Batemans Bay.

## Description
La carapace du mâle holotype mesure 11,66 mm de long sur 9,41 mm et l'abdomen 8,92 mm de long sur 6,27 mm et la carapace de la femelle paratype mesure 10,88 mm de long sur 8,13 mm et l'abdomen 11,56 mm de long sur 7,64 mm.

## Étymologie
Cette espèce est nommée en référence à Gwenneth Wishart, l'épouse de Graham Wishart.

## Publication originale
- Wishart, 2011 : Trapdoor spiders of the genus Misgolas (Mygalomorphae: Idiopidae) in the Illawarra amd south coast regions of New South Wales, Australia. Records of the Australian Museum, vol. 63, no 1, p. 33-51 (texte intégral).